# Aslanapa (district)
Aslanapa is een Turks district in de provincie Kütahya en telt 12.051 inwoners (2007). De hoofdplaats is de gelijknamige stad Aslanapa. Het district heeft een oppervlakte van 781,29 km².
De bevolkingsontwikkeling van het district is weergegeven in onderstaande tabel.
| 1997   | 2000   | 2007   |
| ------ | ------ | ------ |
| 13.677 | 13.094 | 12.051 |